# William Victor Trevor Rooper
William Victor Trevor Rooper (ur. 10 maja 1897 w Chester, zm. 9 października 1917 w Belgii) – kapitan Royal Flying Corps, as myśliwski No. 1 Squadron RAF. 
William Rooper urodził się w Chester, Wielka Brytania. Służył w pułku Welsh Fusiliers. na początku 1917 roku został przydzielony do No. 1 Squadron RAF. 
Pierwsze zwycięstwo powietrzne odniósł 28 lipca 1917 roku. Było to zwycięstwo nad samolotem Albatros D.V. Drugie 9 sierpnia, zaliczone także innemu pilotowi jednostki Philipowi Fullardowi. Ostatnie zwycięstwo odniósł 5 października. W okolicach Zandvoorde zestrzelili niemiecki samolot Albatros D.V. 9 października w walce powietrznej został zestrzelony przez dowódcę Jasta 26 - Xaviera Dannhubera. Został pochowany na Bailleul Communal Cemetery Extension, Nord, Francja.